# Mileva Sovdat
Mileva Sovdat (dekliški priimek Milosavljević), slovenska ljubiteljska igralka in častna članica Šentjakobskega gledališča Ljubljana, 6. september 1950, Niš, Srbija.

## Življenje in ustvarjanje
Mileva Sovdat, ki že skoraj petdeset let ustvarja v Šentjakobskem gledališču Ljubljana in ima za sabo več kot tisoč odrskih nastopov, se je rodila v Nišu, pri štirih letih pa so se zaradi očetovega dela v vojski z družino preselili v Škofjo Loko. Že kot otrok je rada brala knjige, v šoli pa je sodelovala v dramskem krožku. Ko so iskali mlade igralce za otroško predstavo Uprizorili bomo opero, se je udeležila avdicije in bila sprejeta. To je bila njena prva izkušnja večje odrske produkcije, ki je bila premierno uprizorjena v ljubljanski Operi, v njej pa so nastopale takrat priznane operne pevke in pevci (npr. Nada Vidmar, Bogdana Stritar, Marcel Ostaševski).

### Vstop v ljubiteljski gledališki svet
Leta 1974 se je pridružila ustvarjalcem Šentjakobskega gledališča Ljubljana – najprej kot šepetalka, a kaj kmalu je naredila hiter vskok v dve predstavi (nadomestitev odsotne igralke) in že prvo sezono je igrala v treh uprizoritvah. Vloge so se vrstile in doslej je oživila približno šestdeset likov (v predstavi Grdi raček je 16. decembra 2007 odigrala svoj tisoči nastop) ter bila za svoje ustvarjanje večkrat nagrajena. V gledališču pa ni le igrala, temveč je delala tudi kot šepetalka, vodja predstave in rekviziterka.
Mileva Sovdat, ki je bila sicer zaposlena kot tajnica, je v ljubiteljski gledališki svet vstopila v sedemdesetih letih 20. stoletja. Takrat je bilo dogajanje v največjem slovenskem ljubiteljskem Talijinem hramu dinamično in plodno. Vladimir Frantar, dramaturg, publicist in umetnostni kritik, je dejal o tem obdobju naslednje: »Občudoval sem generacije novih, mladih igralcev. S talentom in požrtvovalnostjo so se uveljavljali Metka Penko-Živic, Tatjana Rebolj, Roman Žun, Magda Mazej-Skok, Melanija Ravnikar-Šter, Breda Kapelj (tudi iznajdljiva in uspešna kostumografinja), Jelka Božič, Miha Kavčič, Danijel Šmon, Milan Marinič pa seveda Vlado Zupančič in Mileva Sovdat. Mladi so – kot vedno – radi pokazali svoje sposobnosti v sodobnih dramah in komedijah.«
Podobno je zapisal tudi Sergej Verč, režiser, gledališki pedagog in književnik: »Bila nas je skupina zagnanih komedijantov, ki smo v svoji mladostni navdušenosti hoteli narediti kaj več, nekaj, kar bi bilo drugačno od dotedanjega. Zato smo se med drugim navduševali nad idejo, da bi naslovno vlogo (Vida Grantova, avtor Ferdo Kozak) igrala takrat začetnica v gledališču Mileva Sovdat. Z Vladom Kocjančičem sva jo kar nekaj večerov prepričevala, da je to zanjo življenjska priložnost, vloga, ki je mogoče ne bo nikoli več dobila, ona pa jo je v solzah zavračala, ker je v nji, kot je sama trdila, videla preveč sebe. Končno sva jo le pregovorila in danes je Sovdatova ena vodilnih igralk Šentjakobskega gledališča.«

### Nastopi v filmih, TV serijah in spotih
Mileva Sovdat je večkrat statirala in igrala tudi v filmih, televizijskih serijah in spotih. Nabralo se je več kot 30 manjših vlog. V zadnjih letih je nastopila v filmih "Nočno življenje" (režiser Damjan Kozole), ''Šiška Deluxe'' (režiser Jan Cvitkovič), "Šanghaj" (režiser Marko Naberšnik) in v televizijski seriji ''Ena žlahtna štorija''.

## Vloge v Šentjakobskem gledališču (izbor)
- 2017/18, Dvanajst jeznih mož (Paznica), režija Ira Ratej
- 2014/15, Micka (Šternfeldovka), režija Simon Šerbinek 
- 2014/15, Petelin in pav (čebela, lovec ...), režija Žiga Sedmak 
- 2011/12, Kripl iz Inishmaana (mama), režija Matjaž Šmalc
- 2008/09, Družinske zadeve (mama – gospa Menard), režija Jaša Jamnik
- 2007/08, Grdi raček (stara raca), režija Dejan Spasić
- 1998/99, Nergač (Cecilija), režija Sergej Verč
- 1994/95, Zakladi gospe Berte (Lidija), režija Barbara Hieng
- 1990/91, Spodnje perilo (Mira Slepič), režija Andrej Stojan
- 1985/86, Kralj na Betajnovi (Lužarica), režija Gregor Tozon
- 1985/86, Ukročena trmoglavka (vdova), režija Viktor Molka
- 1982/83, Pepelka (dvorna dama), režija Bojan Kapelj
- 1978/79, Gospa ministrica (Soja), režija Igor Košir
- 1977/78, Veronika Deseniška (dvorna dama), režija Vesna Arhar
- 1974/75, Mačeha in pastorka (sončna žena), režija Bojan Kapelj

## Nagrade
- 2017, zlato priznanje Zveze kulturnih društev Ljubljana (za bogat gledališki opus z več kot tisoč odrskimi nastopi)
- 2015, šentjakobski prstan (za 40 let ustvarjanja v Šentjakobskem gledališču Ljubljana) in naziv častna članica Šentjakobskega gledališča Ljubljana
- 2015, Linhartova plaketa (za 40 let delovanja v ljubiteljski gledališki dejavnosti)
- 2012, harlekin za epizodno žensko vlogo (mama O'Dougalova, Kripl iz Inishmaana)
- 2011, Linhartova častna značka (za več kot 30 let delovanja v ljubiteljski gledališki kulturi)
- 2004, zlata Linhartova značka (za 30 let udejstvovanja v ljubiteljski gledališki dejavnosti)
- 1994, srebrna Linhartova značka (za 20 let udejstvovanja v ljubiteljski gledališki dejavnosti)
- 1990, zlata Linhartova značka za žensko vlogo (starka Sigrid, Dediščina), Linhartovo srečanje v Postojni
- 1984, harlekin I. za 10 let delovanja v Šentjakobskem gledališču Ljubljana
- 1984, bronasta Linhartova značka (za 10 let udejstvovanja v ljubiteljski gledališki dejavnosti)
- 1984, festivalska diploma za vlogo (Vera, Sprejem – Otvoritev), 28. festival dramskih amaterjev Jugoslavije, Trebinje, Bosna in Hercegovina